# 雷門丘斯冰川
66°2′S 101°35′E / 66.033°S 101.583°E
雷門丘斯冰川（英語：Remenchus Glacier）是南極洲的冰川，位於威爾克斯地，處於邦傑山脈東北面22公里，長15公里、寬7公里，由美國海軍拍攝空中照片繪入地圖，現時由南極條約體系管理。